# Chlorhoda amabilis
Chlorhoda amabilis är en fjärilsart som beskrevs av William Schaus 1915. Chlorhoda amabilis ingår i släktet Chlorhoda och familjen björnspinnare. Inga underarter finns listade i Catalogue of Life.